# Alekséi Kosolápov
Alekséi Viktorovich Kosolápov (en ruso: Алексей Викторович Косолапов) (Púshkino, Unión Soviética, 17 de marzo de 1971), conocido como Kosolápov, es un exfutbolista ruso que jugaba como defensa o centrocampista. Fue internacional con la selección de fútbol de Rusia.

## Clubes
| Club                   | País            | Año       |
| ---------------------- | --------------- | --------- |
| FK Jelgava             | Unión Soviética | 1989-1991 |
| FC Spartak de Moscú    | Rusia           | 1992      |
| FC Tyumen              | Rusia           | 1992      |
| FC Lokomotiv Moscú     | Rusia           | 1993-1997 |
| Real Sporting de Gijón | España          | 1997-1998 |
| Maccabi Tel Aviv F. C. | Israel          | 1998-2000 |
| FC Sokol Saratov       | Rusia           | 2001-2002 |
| FC Terek Grozny        | Rusia           | 2002      |
| FC Tobol Kostanai      | Kazajistán      | 2003-2004 |
| Astana F. K.           | Kazajistán      | 2005      |
| FC Aktobe              | Kazajistán      | 2006-2008 |

## Palmarés

### Campeonatos nacionales
| Título             | Club               | País       | Año  |
| ------------------ | ------------------ | ---------- | ---- |
| Copa de Rusia      | FC Lokomotiv Moscú | Rusia      | 1996 |
| Copa de Rusia      | FC Lokomotiv Moscú | Rusia      | 1997 |
| Copa de Kazajistán | Astana F. K.       | Kazajistán | 2005 |
| Liga kazaja        | FC Aktobe          | Kazajistán | 2007 |
| Liga kazaja        | FC Aktobe          | Kazajistán | 2008 |
| Copa de Kazajistán | FC Aktobe          | Kazajistán | 2008 |